# Société des Artistes Français
Die Société des artistes français, kurz SAF, ist ein 1881 in Paris gegründeter Berufsverband französischer bildender Künstler. Er präsentiert bis heute die Werke seiner Mitglieder in einer jährlichen Kunstausstellung, dem Salon des artistes français.

## Geschichte
Als William-Adolphe Bouguereau 1890 vorschlug, man solle den Salon jungen, noch nicht arrivierten Künstlern widmen, kam es zur Sezession von etablierten Größen wie Ernest Meissonier, Puvis de Chavannes und Auguste Rodin. Diese gründeten die Société nationale des beaux-arts, die mit dem Salon de la Société Nationale des Beaux–Arts ebenfalls eine Ausstellung diesen Formats veranstaltet.
Seit 1901 findet der Salon des artistes français im Grand Palais an der Avenue des Champs Élysées statt. Er wird daher auch Salon des Champs-Élysées genannt. Spiegelbildlich ist die Ausstellung der Société Nationale des Beaux–Arts als Salon du Champ-de-Mars bekannt, nach ihrem Austragungsort, dem Pariser Champ de Mars.

## Präsidenten
Erster Präsident des Verbandes war der Architekt Antoine-Nicolas Louis Bailly (1810–1892). Seit 2020 übertrug der Vorstand dieses Amt dem Bildhauer Bruno Madelaine.

### Liste aller Präsidenten der SAF
- 1881: Antoine-Nicolas Bailly, Architekt
- 1891: Léon Bonnat, Maler
- 1896: Édouard Detaille, Maler
- 1900: Jean-Paul Laurens, Maler
- 1901: William Bouguereau, Maler
- 1904: Tony Robert-Fleury, Maler
- 1907: Henri-Paul Nénot, Architekt
- 1910: Victor Laloux, Architekt
- 1913: Antonin Mercié, Bildhauer
- 1917: François Flameng, Maler
- 1920: Victor Laloux, Architekt
- 1922: Jules Coutan, Bildhauer
- 1924: Henri-Paul Nénot, Architekt
- 1926: Paul Chabas, Maler
- 1936: Alphonse Defrasse, Architekt
- 1939: Albert Tournaire, Architekt
- 1941: Henri Bouchard, Bildhauer
- 1945: Albert Tournaire, Architekt
- 1947: Jules Formigé, Architekt
- 1952: Marcel Parturier , Maler
- 1955: Georges Labro, Architekt
- 1959: Jean-Gabriel Goulinat, Maler
- 1965: Georges Cheyssial, Maler
- 1977: Georges Muguet, Bildhauer
- 1979: Paul Ambille, Maler
- 1981: Arnaud d'Hauterives, Maler
- 1991: Jean-Marie Zacchi, Maler
- 1994: Jean Campistron, Maler
- 1997: Françoise Zig-Tribouilloy, Graveur
- 2000: Christian Billet, Maler
- 2010: Viviane Guybet, Bildhauer
- 2013: Martine Delaleuf, Maler, Architekt
- 2020: Bruno Madelaine, Bildhauer